# Макаровский сельсовет (Ногинский район)
Макаровский сельсовет — упразднённая административно-территориальная единица, существовавшая на территории Московской губернии и Московской области до 1954 года.

## Макаровский сельсовет до 1939 года
Макаровский с/с был образован в первые годы советской власти. По данным 1919 года он входил в состав Ивановской волости Богородского уезда Московской губернии.
В 1923 году к Макаровскому с/с был присоединён Якушевский с/с.
В 1926 году Макаровский с/с включал село Макарово и деревню Якушево.
В 1929 году Макаровский сельсовет вошёл в состав Богородского района Московского округа Московской области.
5 ноября 1929 года Богородский район был переименован в Ногинский.
17 июля 1939 года Макаровский с/с был упразднён, а его территория (селения Макарово и Якушево) передана в Ивановский с/с.

## Ивановский сельсовет до 1940 года
Ивановско-Котельниковский сельсовет был образован в первые годы советской власти. По данным 1919 года он входил в состав Ивановской волости Богородского уезда Московской губернии.
В 1923 году Ивановско-Ктельниковский с/с был переименован в Ивановский.
В 1926 году Ивановский с/с включал село Ивановское и деревню Котельники.
В 1929 году Ивановский с/с был отнесён к Щёлковскому району Московского округа Московской области.
20 мая 1930 года Ивановский с/с был передан в Ногинский район.
17 июля 1939 года к Ивановскому с/с были присоединены Беседовский (селения Беседы и Стояново) и Макаровский (селения Макарово и Якушево) с/с.
23 мая 1940 года из Кармолинского с/с Щёлковского района в Ивановский с/с было передано селение Боково.

## Макаровский сельсовет в 1940 — 1954 годах
21 августа 1940 года центр сельсовета был перенесён в селение Макарово а сам сельсовет был переименован в Макаровский (селения Беседы, Боково, Ботово, Ивановское, Котельники, Макарово, Стояново и Якушево).
14 июня 1954 года Макаровский сельсовет был упразднён, а его территория (селения Беседы, Боково, Ботово, Ивановское, Котельники, Макарово, Стояново и Якушево) передана в Черноголовковский с/с.